# Gynoplistia (Gynoplistia) hylonympha
Gynoplistia (Gynoplistia) hylonympha is een tweevleugelige uit de familie steltmuggen (Limoniidae). De soort komt voor in het Neotropisch gebied.